# Vuko Vukadinović
Vuko Vukadinović (cirílico: Вуко Вукадиновић, 11 de agosto de 1937 - 3 de novembro de 1993) foi um membro da Liga dos Comunistas de Montenegro e Presidente do Concelho Executivo da República Socialista de Montenegro de 1986 a 1989.